# McComb, Mississippi
McComb är en stad (city) i Pike County i delstaten Mississippi i USA. Staden hade 12 413 invånare, på en yta av 30,66 km² (2020). Den är belägen i delstatens sydvästra del, cirka 120 kilometer söder om huvudstaden Jackson. McComb grundades år 1872.
McComb är födelsestad för flera kända personer, bland annat Britney Spears, Bo Diddley, Kent Dykes och Brandy. I staden inträffade en tragedi den 20 oktober 1977, då ett flygplan med rockgruppen Lynyrd Skynyrd havererade i ett träsk nära McComb. I samband med olyckan avled sångaren Ronnie Van Zant, gitarristen Steve Gaines och dennes syster Cassie samt ytterligare en person.